# Вулиця Двєрніцького
Вулиця Двєрніцького (також, за совітським правописом, Дверницького) — вулиця, яка існувала у Львові з 1885 по 1946 рік (з двома короткими перервами у 1940-х роках, див. #Історія).
Була названа на честь Юзефа Дверницького, який вважається найкращим кавалерійським генералом повстання 1831 року.
Нині це три вулиці: Іларіона Свєнціцького, Юрія Мушака та Миколи Лемика.

## Історія
Вулиця виникла 1885 року вздовж забетонованого потоку Залізна Вода. Ряд котеджів, збудованих за проєктами Вільгельма Штенгеля і Йогана Міхеля, існував тут ще до впорядкування вулиці.
Перейменовувалася сім разів.
1. Двєрніцького, 1885
2. Голонівська — від січня 1941
3. Двєрніцького — від серпня 1941
4. Бадгассе, нім. Bad Gasse[2] — 1943
5. Двєрніцького, втретє — липень 1944
6. Інститутська — 1946
7. 30-річчя Перемоги — 1975
8. Після 1991—1993 років це три вулиці: Іларіона Свєнціцького, Юрія Мушака та Миколи Лемика.[1]

## Сучасний стан: три вулиці
- Будинки з № 1 по № 18 — вулиця Свєнціцького, на честь філолога, етнографа і музеєзнавця Іларіона Свєнціцького (1876—1956).
- Український католицький університет по вулиці Мушака № 17 має також адресу Свєнціцького 17.[4]
- Табличка на будинку № 20 має дві назви вулиці, Свєнціцького та Мушака.[4]
- Будинки з № 20 — вулиця Мушака, на честь відомого латиніста, перекладача, педагога Юрія Мушака (1904—1973)[4] Закінчується вулиця Мушака на підйомі до вулиці Дібровної та коло спуску до вулиці Стуса.
- Між будинками № 24 та № 40 від вулиці Мушака йде відгалуження, яке у 1993 році отримало назву вулиця Лемика[2][5], на честь Миколи Лемика (1915—1941), діяча ОУН, який у жовтні 1933 році (після замовчуваного Голодомору) виконав убивство Олексія Майлова, секретаря Консульства СРСР у Львові. На вулиці Лемика знаходяться будинки з парними номерами між № 24 та № 40, зокрема № 30, 30А, 32А, 34.